# 柏木日向
柏木日向（日语：柏木 ひなた，1999年3月29日—，又譯作柏木陽平、柏木雛多）是日本偶像藝人及前女子偶像組合私立惠比壽中學成員，所屬經紀公司為星塵傳播。她也是DefSTAR Records及SME Records唱片公司的旗下藝人。2015年底至2016年暑假因突發性耳聾暫停活動。2022年12月16日離隊。

## 唱片
參看私立惠比壽中學唱片列表。

## 外部連結
- 星塵傳播藝能3部網站內的柏木日向個人資料 （页面存档备份，存于）
- 私立惠比壽中學官方網站 - 生徒名簿 （页面存档备份，存于）
- #柏木日向 （页面存档备份，存于） 網誌（日語）
- 柏木日向|私立惠比壽中學官方博客「エビ中交換日記」 （页面存档备份，存于）Powered by Ameba（已停用）
- 柏木日向在互联网电影资料库（IMDb）上的資料（英文）
- YouTube上的【私立恵比寿中学】柏木ひなたvol.1【出席番号10番】 — 柏木日向的映像簡介，收錄於2011年的『Kawaii Girl Japan』